# Nuit de noces (film)
Pour les articles homonymes, voir Nuit de noces.
Pour plus de détails, voir Fiche technique et Distribution.
Nuit de noces est un film québécois réalisé par Émile Gaudreault, sorti en 2001.

## Synopsis
Grâce à Claire, la sœur de Nicolas, Nicolas et Florence ont gagné le concours Mariage de vos rêves à Niagara Falls ! Toutes dépenses payées alors c'est parti avec la famille et les amis.
Les deux se rencontrent au restaurant après que par mégarde, Florence, 30 ans, architecte qui vient juste d'ouvrir son cabinet, ait pris le téléphone de Nicolas, concepteur de jeux vidéo. Florence tombe sous son charme malgré le fait qu'elle soit déjà en couple avec Jean-Michel qui de toute façon avait le gros défaut de ne pas encore l'avoir demandé en mariage… Elle voit l'échange de téléphone comme un signe du destin.
On suit le développement de leur relation via des flashbacks que les divers membres de leur entourage nous racontent. Il y a tout d'abord Claire, sœur de Nicolas. Michelle, meilleure amie de Florence. Marc, meilleur ami de Nicolas. Bernard, dentiste, frère de Florence et son épouse Geneviève, importatrice de meubles. Jules et Simone, les parents de Florence. Robert, frère de Nicolas et son conjoint Dimitri.
Mais, pendant ce voyage, on découvre l'envers des décors de chacun des couples présents qui ne sont pas aussi roses ni aussi beaux qu'ils n'en paraissent… Florence et Nicolas doivent avant tout apprendre à se re-conquérir car voilà… ils annulent leur mariage la veille…

## Fiche technique
Source : IMDb et Films du Québec
- Titre original : Nuit de noces
- Réalisation : Émile Gaudreault
- Scénario : Marc Brunet, Émile Gaudreault
- Musique : FM Le Sieur
- Direction artistique : Patrice Bengle
- Costumes : Louise Gagné
- Maquillage : Cécile Rigault
- Coiffure : Géraldine Courchesne
- Photographie : Daniel Jobin
- Son : Claude La Haye (en), Marie-Claude Gagné, Gavin Fernandes (en)
- Montage : Richard Comeau
- Production : Daniel Louis et Denise Robert
- Société de production : Cinémaginaire
- Sociétés de distribution : Les Films Séville, Entertainment One
- Budget : 2,8 millions $ CA[2]
- Pays de production :  Canada
- Langue originale : français
- Format : couleur
- Genre : comédie romantique
- Durée : 92 minutes
- Dates de sortie :
  - Canada : 24 mai 2001 (première au cinéma Odyssée de Chicoutimi)
  - Canada : 1er juin 2001 (sortie en salle au Québec)
  - Canada : 6 novembre 2001 (DVD)
  - France : 15 mai 2003 (Festival de Cannes 2003)
- Classification :
  - Québec : Visa général[3]

## Distribution
- Francois Morency : Nicolas Desjardins
- Geneviève Brouillette : Florence
- Pierrette Robitaille : Claire Desjardins, la sœur de Nicolas
- René Richard Cyr : Robert Desjardins, le frère de Nicolas
- Michel Courtemanche : Marc, l'ami de Nicolas
- Yves Jacques : Bernard Despins, le frère de Florence
- Diane Lavallée : Geneviève Champagne, la femme de Bernard
- Sonia Vachon : Michelle
- Louisette Dussault : Simone, mère de Florence
- Gérard Poirier : Jules, père de Florence
- Bobby Beshro : Dimitri, le conjoint de Robert
- Colette Courtois : Mme Desjardins, la mère de Nicolas, Robert et Claire
- Jacques Girard : Gaston, le mari de Claire
- Catherine Florent : Lara, la copine de Marc
- David Savard : Jean-Michel, ex-copain de Florence
- Lisa Bronwyn Moore (en) : Betsy, employée de l'hôtel qui parle français
- Ellen David : gardienne de sécurité
- Richard Jutras : bedeau